# رز هیل (کانزاس)
رُز هیل (به انگلیسی: Rose Hill) شهری در ایالت کانزاس کشور ایالات متحده آمریکا است که جمعیت آن در سرشماری سال ۲۰۱۰ میلادی، ۳٬۹۳۱ نفر بوده‌است.